# Varanus glebopalma
Espèce
Statut CITES
Le Varan crépusculaire, Varanus glebopalma, est une espèce de sauriens de la famille des Varanidae.

## Répartition
Cette espèce est endémique d'Australie. Elle se rencontre dans le nord du Territoire du Nord, dans le nord-ouest du Queensland et dans le nord-est de l'Australie-Occidentale.

## Publication originale
- Mitchell, 1955 : Preliminary account of the Reptilia and Amphibia collected by the National Geographic Society - Commonwealth Government - Smithsonian Institution Expedition to Arnhem Land (April to November, 1948). Records of the South Australian Museum, vol. 11, p. 373-408 (texte intégral).